# Hermann von Hanneken
Hermann Konstantin Albert Julius von Hanneken, född den 5 januari 1890 i Gotha, Sachsen-Coburg-Gotha, Kejsardömet Tyskland, död den 22 juli 1981 i Herford, Nordrhein-Westfalen, var en tysk general i infanteriet och överbefälhavare för ockupationsstyrkorna i Danmark 1942–1945.

## Biografi
von Hanneken gick, efter sin utbildning i kadettskolan, år 1908 in i armén som fänrik och blev ett år senare befordrad till löjtnant. I april 1917 överfördes han till generalstaben och blev året efter befordrad till kapten. Under första världskriget tjänstgjorde han en tid som överlöjtnant inom infanteriet och var chef för ett kulsprutekompani. Efter krigsslutet 1918 började han tjänstgöra inom Weimarrepublikens försvarsmakt som 1935 övergick i Nazitysklands Wehrmacht.
Ett år senare, 1936, flyttades han till Materielverket, där han blev stabschef i juli 1937 och ansvarig för inköp av järn och stål. År 1940 fick han tjänsten som vice statssekreterare och samma år befordrades han till generallöjtnant och 1941 blev han general i infanteriet.
I oktober 1942 utnämndes von Hanneken till befälhavare över de tyska trupperna i Danmark. Han tillträdde under telegramkrisen och ledde den hårdare ockupationspolitik som följde på krisen. I rädsla för en förestående allierad landstigning i Danmark slog han hårt mot den växande sabotageverksamheten i Danmark och förbereda Jylland för en invasion ledde 1943 till en brytning med den danska regeringen i augusti 1943 och en avväpning av den danska armén. Hanneken stod även bakom arresteringen och avväpningen av den danska polisen i september 1944. I februari 1945 blev von Hanneken återkallad till Tyskland och degraderad för korruption.
Han anklagades som krigsförbrytare i Danmark 1948 och dömdes till åtta års fängelse, men frikändes av Landsretten 1949.